# European Committee for Sports History
Il Comitato europeo di storia dello sport (CESH - European Committee for Sports History) è un'organizzazione degli storici dello sport in Europa. È stata fondata a Bordeaux nel 1995. Il presidente fondatore è stato Arnd Krüger, professore dell'Università di Gottinga (Germania).
L'organizzazione ha un Collegio di fellows (presidente dal 2014 la dr. Angela Teja di Roma) e coopta i principali storici dello sport in Europa (nel 2014 60 di 21 paesi) che sappiano utilizzare per i loro studi almeno due lingue europee, abbiano pubblicato singolarmente monografie sulla storia dello sport e abbiano partecipato ad alcuni congressi annuali del CESH. Scopo del Comitato è quello della cooperazione tra storici dello sport in Europa. Per questo organizza congressi annuali (già realizzati in otto paesi). Il CESH può dar vita a sezioni nazionali.
Durante i congressi vengono assegnati dei premi ai migliori lavori di giovani storici dello sport. Uno studioso affermato presenta l'Horst Ueberhorst Honorary Adress con il quale si commemora lo storico dello sport tedesco responsabile della cooperazione internazionale negli anni '70. La Newsletter Cliosport redatta da Angela Teja con l'aiuto di alcuni giovani ricercatori, ha curato le relazioni tra storici internazionali dal 1996 al 2005 con cadenza quadrimestrale, dapprima in cartaceo e poi online, in due lingue, italiano e inglese. Dal 2000 CESH edita una rivista annuale dal titolo Annual of CESH poi diventata dal 2008 European Studies in Sports History prodotta da La Presse Universitaire de Rouen et Le Havre.